# 고베야마구치구미
고베야마구치구미(일본어: 神戸山口組 こうべやまぐちぐみ[*])는 일본 최대 야쿠자 조직인 야마구치구미의 분파이다. 2019년 야마구치파와 고베야마구치파의 전쟁이 계속되어 일본 경찰이 고민하고 있다.

## 역사
일본 야쿠자 최대조직인 야마구치구미를 한국에서는 구미가 조직의 조라는 뜻이어서, 야마구치파라고도 부른다. 보스를 구미초라고 부르는데, 2005년 제6대 구미초로 시노다 겐이치(篠田建市·77·가명 츠카사 시노부)가 취임했다. 시노다는 일본 간사이(関西) 이외의 지역을 거점으로 하는 조직 출신으론 처음으로 야마구치구미 '오야붕'에 오른 입지전적 인물이다. 구미초가 되기 전에는 고도카이 회장이었다. 시노다는 고도카이 회장직을 다카야마 키요시(高山清司)에게 넘겨주었고, 다카야마는 야마구치구미의 2인자가 되었다.
그러나 2005년 구미초에 취임하자마자 시노다가 권총 공동 소지 혐의 등으로 체포돼 복역(2005년~2011년)했다. 그동안 2인자인 다카야마가 야마구치파를 관리했다.
나고야에 기반을 둔 고도카이(弘道会)는 약 4000 명의 조직원을 거느리고 있으며 다케우치는 다카야마 기요시 전 회장에 의해 2013년 후임자로 발탁됐다.
야마구치구미의 구미초 시노다 겐이치(篠田建市)가 2011년에 출소하고, 2인자인 다카야마 키요시(高山清司)가 2014년 체포되어 2019년 10월 18일에 출소했다.
다카야마가 수감된 이듬해인 2015년 8월, 간사이 출신 5천명이 고도카이 출신 집행부에 반발해서 고베야마구치구미를 설립해 독립했다. 그래서 2019년 현재 야마구치파 1만명, 고베야마구치파 5천명이다.
2019년 11월 28일, 야마구치파 2인자 다카야마 키요시(高山清司)가 출소하고 한달이 지난 시점에, 야마구치파 조직원이 효고(兵庫)현 아마가사키시(尼崎市)에서 군용 M-16 자동소총 15발을 난사해서 고베야마구치파 간부를 살해했다.
2019년 12월 25일, 일본 경찰이 최대 조직폭력집단인 야마구치파와 분파인 고베야마구치파를 가장 강력한 규제가 가능한 특정항쟁지정폭력단으로 지정하기 위한 절차를 시작했다. 특정항쟁지정폭력단으로 지정되면 조직원 5명 이상이 모이기만해도 체포가 가능하다. 또 대립하는 조직 사무실 근처에 가는 것도 제한되며 신규로 사무실을 내는 것도 금지된다.